# Vargön (plaats)
Vargön is een plaats in de gemeente Vänersborg in het landschap Västergötland en de provincie Västra Götalands län in Zweden. De plaats heeft 4981 inwoners (2005) en een oppervlakte van 348 hectare.